# José de Capriles
José Raoul de Capriles (Città del Messico, 13 febbraio 1912 – New York, 21 febbraio 1969) è stato uno schermidore statunitense.

## Biografia
Ha partecipato ai Giochi della XI Olimpiade di Berlino nel 1936, ai Giochi della XIV Olimpiade di Londra nel 1948 ed ai Giochi della XV Olimpiade di Helsinki nel 1952.
È il fratello dello schermidore Miguel de Capriles.

## Palmarès
In carriera ha conseguito i seguenti risultati:
- Giochi Panamericani:

Buenos Aires 1951: oro nella sciabola a squadre, oro nel fioretto a squadre ed argento nella spada a squadre.